# Schwefelberg-Bad
 (décembre 2020).
Si vous disposez d'ouvrages ou d'articles de référence ou si vous connaissez des sites web de qualité traitant du thème abordé ici, merci de compléter l'article en donnant les références utiles à sa vérifiabilité et en les liant à la section « Notes et références ».
Schwefelberg-Bad est un lieu-dit de la commune de Rüschegg, dans le canton de Berne en Suisse.

## Géographie
La localité se situe à près de 30 km au sud de Berne, à 2 km au sud-ouest du col du Gurnigel à une altitude de 1 389 m.

## Histoire
Dès les années 1560, une source possédant des qualités particulières est évoquée concernant la région, ce qui participa à lui donner son nom actuel (de l'allemand Schwefel (soufre), et Bad (bain)). Le climat attira les randonneurs et les touristes. Les coutumes des habitants de la région ne plaisant pas aux seigneurs de la vallée, des amendes pour indécence furent prononcées, ayant pour conséquences de freiner la vente de vin et d'alcools forts, mais également aboutit à l'interdiction de se baigner dans les sources.
Toutefois les propriétés thérapeutiques des sources sulfureuses devinrent connues, ce qui permit finalement l'ouverture d'une installation thermale. À partir de 1834, une installation plus imposante y fut construite, avec alors une capacité d'accueil de 40 à 50 invités. Les invités s'y rendaient en calèches tirées par des chevaux.

## Économie
Schwefelberg-Bad dispose d'un hôtel, d'un restaurant et de remontées mécaniques. À la périphérie, une gravière y est exploitée. L'économie agricole y jour également un rôle, avec notamment la fabrication d'un fromage qui porte le nom de Schwefelberg.
Schwefelberg-Bad est l'unique localité suisse à disposer d'un gisement de boues minérales.

## Domaine skiable
Une petite station de sports d'hiver y a été aménagée dès 1953. Le téléski Louigrat, construit en 1976, dessert l'essentiel du domaine skiable, avec trois pistes. Son tracé est d'une longueur de 1 050 m.
Le téléski mobile Badmatte, situé quant à lui en dessous de la route d'accès, desservait deux courtes pistes pour skieurs débutants. Son tracé de 250 m offrait un dénivelé de 25 mètres, avant qu'il ne soit démonté. Le domaine est implanté dans un environnement de montagnes, relativement désert - hormis des chalets d'alpages, le restaurent et l'hôtel.
L'exploitation des remontées mécaniques se termine généralement début mars. Depuis 2012, le téléski - de même que l'hôtel - n'est plus en fonctionnement à la suite d'un changement de propriétaire de l'hôtel. En 2016, rien ne semblait avoir changé sur ce point, l'exploitation de la remontée mécanique dépendant de la réouverture - incertaine - de l'hôtel.
Le parking - payant pour les personnes non-clientes des téléskis - offre une capacité de 400 places.